# فيلدينغ غاريسون
العقيد فيلدينغ غاريسون، (5 نوفمبر عام 1870م - 18 أبريل عام 1935م) حاصل على دكتوراه في الطب ومؤرخ طبي معروف، وكاتب سير ذاتية، وأمين مكتبة في الطب. وكتابه مقدمة لتاريخ الطب (1913 م) علامة بارزة في تاريخ الطب.

## مناصبه وأوسمته
- رئيس للجمعية الأمريكية لتاريخ الطب.
- رئيس لجمعية المكتبات الطبية
- مدير لمعهد جونز هوبكنز لتاريخ الطب (سنة واحدة)
- أمين مكتبة استشاري، أكاديمية نيويورك للطب (1925 - 1930)
- عضو في المجمع الأمريكي للجراحين.